# Дразы
Дразы (бел. Дразы) — деревня в Борисовском районе Минской области Беларуси. Входит в состав Пригородного сельсовета.

## География
Деревня находится в северо-восточной части Минской области, на правом берегу реки Бродни, на расстоянии приблизительно 17 километров (по прямой) к северо-северо-востоку от города Борисов, административного центра района. Абсолютная высота — 176 метров над уровнем моря. Площадь населённого пункта — 0,1467 км².

## История
Деревня известна с XVIII века. В 1-й половине XIX века принадлежала помещику И. Кукевичу. В 1897 году входила в состав Борисовского уезда Минской губернии, насчитывалось 29 дворов и 190 жителей. Имелся питейный дом.
По состоянию на 1909 год, в Дразах имелось 11 дворов и проживало 94 человека. В административном отношении деревня входила в состав Кищино-Слободской волости.
В 1931 году, в ходе проведения коллективизации, был образован колхоз имени Ф. Э. Дзержинского.
До 8 февраля 2010 года деревня входила в состав Бродовского сельсовета.

## Население
По данным переписи 2019 года, в деревне проживал 1 человек.
| Год  | Население, человек |
| ---- | ------------------ |
| 1800 | 79                 |
| 1897 | ↗ 190              |
| 1909 | ↘ 94               |
| 1926 | ↗ 161              |
| 1960 | ↘ 122              |
| 1988 | ↘ 14               |
| 2008 | ↘ 6                |
| 2009 | → 6                |
| 2019 | ↘ 1                |